# Чирки (Хабаровский край)
Чирки́ — посёлок в Хабаровском районе Хабаровского края. Входит в состав Корфовского городского поселения.

## География
Посёлок Чирки стоит на реке Чирки (правый приток Уссури), на южных склонах хребта Хехцир, на 35-м км автотрассы «Уссури».
Расстояние до административного центра сельского поселения посёлка Корфовский около 8 км (на север).
Расстояние до Хабаровска около 20 км (до поста ГИБДД у села Сосновка).

## Население
| 1992 | 2002 | 2010 | 2011 | 2012 | 2021 |
| ---- | ---- | ---- | ---- | ---- | ---- |
| 138  | ↘91  | ↗105 | →105 | ↘94  | ↗103 |

## Улицы
- ул. Клубная,
- ул. Подсобная,
- ул. Путейская,
- ул. Чапаева,
- ул. Школьная.

## Экономика
В окрестностях посёлка находятся садоводческие общества хабаровчан.

## Инфраструктура
В посёлке находится станция Чирки Дальневосточной железной дороги.